# Alt Vinalopó
Alto Vinalopó (Tiếng Valencian: Alt Vinalopó) là một ’’comarca’’ trong tỉnh Alicante, Cộng đồng Valencian, Tây Ban Nha.

## Các đô thị bên trong
- Beneixama
- Biar
- El Camp de Mirra
- Cañada
- Salinas
- Sax
- Villena